# Lina Radke
Karoline »Lina« Radke-Batschauer, nemška atletinja, * 18. oktober 1903, Karlsruhe, Nemčija, † 14. februar 1983, Karlsruhe.
Nastopila je na olimpijskih igrah leta 1928 in kot prva atletinja osvojila naslov olimpijske prvakinje v teku na 800 m. 7. avgusta 1927 je postavila nov svetovni rekord v teku na 800 m s časom 2:23,8, veljal je slabo leto. Drugič je rekord postavila 1. julija 1928 s časom 2:19,6 in ga še izboljšala 2. avgusta istega leta s časom 2:16,8. Veljal je do leta 1944.